# Leucania linda
Leucania linda är en fjärilsart som beskrevs av John G. Franclemont 1952. Leucania linda ingår i släktet Leucania och familjen nattflyn. Inga underarter finns listade i Catalogue of Life.